# 川鍋雅樹
川鍋 雅樹（かわなべ まさき、1974年1月24日 - ）は、日本の声優、俳優。埼玉県出身。

## 略歴
高校卒業後は何となく専門学校に入学し、最初は絵の勉強をしていた。しかしつまらなく、途中で新しくできた声優科に転科して、そこに舞台畑出身の先生がおり、色々話を聞くうちに、「小劇場で演じたいなァ……」と思うようになった。その先生が独立してCM制作会社を設立して試験を受けたところ合格し、声優、俳優としての活動を始める。頭の中に芝居への興味が全然なかった訳ではなく、小学校、中学校で旅の劇団のような人物達が公演に来ていたのが盛んで小さい頃から下地は出来上がっていたという。
劇団21世紀FOX、悟空に所属していた。

## 人物
『東京魔人學園伝奇』で共演した石黒貴之とは私的にも仲が良く、一時期アパートに同居していた。「石黒君は料理が上手いので、食生活は充実していた」とのこと。
趣味はドライブとイラストを描くこと。『東京魔人學園伝奇』のFC会報には4コマ漫画を掲載していた。
姉がいる。

## 出演
太字はメインキャラクター。

### テレビアニメ
1997年
- 忍ペンまん丸（ボーボー丸）
- 名探偵コナン（1997年 - 2006年、秀念、牛込嗣夫）

2000年
- 犬夜叉（村人）

2002年
- あずまんが大王（男子生徒）

2004年
- ケロロ軍曹（サラリーマン、親衛隊）
- 十兵衛ちゃん2 -シベリア柳生の逆襲-（ムッシュ・タカハシ）

2005年
- アイシールド21（トム）
- 銀盤カレイドスコープ（記者）

2006年
- NIGHT HEAD GENESIS（マサキ）
- ルパン三世 セブンデイズ・ラプソディ（コリアーノ）

2007年
- 鉄子の旅（沿線の人々）
- 東京魔人學園剣風帖 龖（蓬莱寺京一） - 2シリーズ
- 魔人探偵脳噛ネウロ（AD）

2009年
- FAIRY TAIL（2009年 - 2024年、ジェット、マカオ・コンボルト、ユウカ・スズキ、ホロロギウム、カラッカ、ミケロ、サジタリウス、ノバーリ） - 4シリーズ

### 劇場アニメ
- 犬夜叉 紅蓮の蓬莱島（2004年、村人）
- 劇場版 FAIRY TAIL -DRAGON CRY-（2017年、サジタリウス）

### OVA
- FAIRY TAIL 〜ようこそ フェアリーヒルズ!!〜（2011年、マカオ・コンボルト）
- FAIRY TAIL 〜妖精学園 ヤンキー君とヤンキーちゃん〜!!〜（2011年、マカオ・コンボルト）
- FAIRY TAIL 〜メモリーデイズ〜!!〜（2012年、マカオ・コンボルト）

### ゲーム
2004年
- 九龍妖魔學園紀（神鳳充）
- 東京魔人學園外法帖血風録（蓬莱寺京梧）
- 東京魔人學園符咒封録（神速の剣士、無双の剣士）

2006年
- 九龍妖魔學園紀 re:charge（神鳳充）

2007年
- ルパン三世 ルパンには死を、銭形には恋を

2010年
- 東京鬼祓師 鴉乃杜學園奇譚

1998年
- 東京魔人學園剣風帖（蓬莱寺京一）

2002年
- 東京魔人學園外法帖（蓬莱寺京梧）

2012年
- FAIRY TAIL ゼレフ覚醒（ジェット）

2014年
- 魔都紅色幽撃隊（浅間萌市）

### ドラマCD
- 東京魔人學園伝奇シリーズ
  - 東京魔人學園 退魔陣（蓬莱寺京一）
  - 東京魔人學園 退魔陣櫻月夜（蓬莱寺京一）
  - 東京魔人學園 月紅伝（蓬莱寺京一）
  - 東京魔人學園 月紅伝雪街（蓬莱寺京一）
  - 東京魔人學園 妖鬼譚（蓬莱寺京梧）
  - 東京魔人學園 陽炎（蓬莱寺京梧）
- 九龍妖魔學園紀（神鳳充）
- ときめきメモリアル 〜虹色の青春 オリジナル・ドラマ・サントラ（俺）

### 吹き替え
- スイート・ライフ（エステバン）
- ヒップホップ・プレジデント
- ラマだった王様 学校へ行こう!（グァカ）
- ラマになった王様2 クロンクのノリノリ大作戦

### 舞台
- 劇団21世紀FOX 公演 多数
- ムクチ☆チャンネル企画 公演『中間の場所』（2006年2月11日・12日、於シアターシャイン）

### その他
- 東京魔人學園FC特典DVD『朧夜行』（顔出しコメント）
- WEBラジオドラマ バスターポリス百花繚乱『思い出の拳』（佐伯俊一）

### 書籍
- 東京魔人學園伝奇シリーズ
  - コミック魔人（全4冊）（インタビュー、対談）
  - 東京魔人學園メモリアル（対談）

### シリーズ一覧
1. ↑  第1期（2007年）、第2期『第弐幕』（2007年）
2. ↑  第1期（2009年 - 2013年）、第2期（2015年）、第3期（2018年 - 2019年）、続編『100年クエスト』（2024年）